# Lijst van Russische ministers van Buitenlandse Zaken
Hieronder de lijst van ministers van Buitenlandse Zaken van Rusland.
Het ambt van minister van Buitenlandse Zaken werd in 1801 ingesteld, voor die tijd waren de kanseliers hoofden van het departement van Buitenlandse Zaken. 
| Afbeelding                                                                | Persoon                                                  | Ambtstermijn                                             | Partij                                                   |                                                          |                                                          |                                                          |                                                          |                                                          |
| Keizerlijke ministers van Buitenlandse Zaken (1801-1917)                  | Keizerlijke ministers van Buitenlandse Zaken (1801-1917) | Keizerlijke ministers van Buitenlandse Zaken (1801-1917) | Keizerlijke ministers van Buitenlandse Zaken (1801-1917) | Keizerlijke ministers van Buitenlandse Zaken (1801-1917) | Keizerlijke ministers van Buitenlandse Zaken (1801-1917) | Keizerlijke ministers van Buitenlandse Zaken (1801-1917) | Keizerlijke ministers van Buitenlandse Zaken (1801-1917) | Keizerlijke ministers van Buitenlandse Zaken (1801-1917) |
| ------------------------------------------------------------------------- | -------------------------------------------------------- | -------------------------------------------------------- | -------------------------------------------------------- | -------------------------------------------------------- | -------------------------------------------------------- | -------------------------------------------------------- | -------------------------------------------------------- | -------------------------------------------------------- |
|                                                                           | Graaf Viktor Kotsjubej                                   | 1801-02                                                  |                                                          |                                                          |                                                          |                                                          |                                                          |                                                          |
|                                                                           | Graaf Aleksandr Vorontsov                                | 1802-04                                                  |                                                          |                                                          |                                                          |                                                          |                                                          |                                                          |
|                                                                           | Prins Adam Jerzy Czartoryski                             | 1804-06                                                  |                                                          |                                                          |                                                          |                                                          |                                                          |                                                          |
|                                                                           | Graaf Andrej Budberg                                     | 1806-08                                                  |                                                          |                                                          |                                                          |                                                          |                                                          |                                                          |
|                                                                           | Graaf Nikolaj Roemjantsev                                | 1807-14                                                  |                                                          |                                                          |                                                          |                                                          |                                                          |                                                          |
|                                                                           | Graaf Karl Vasiljevitsj Nesselrode                       | 1814-56                                                  |                                                          |                                                          |                                                          |                                                          |                                                          |                                                          |
|                                                                           | Graaf Ioannis Capodistrias (samen met Nesselrode)        | 1816-22                                                  |                                                          |                                                          |                                                          |                                                          |                                                          |                                                          |
|                                                                           | Prins Aleksandr Gortsjakov                               | 1856-82                                                  |                                                          |                                                          |                                                          |                                                          |                                                          |                                                          |
|                                                                           | Nikolaj de Giers                                         | 1882-95                                                  |                                                          |                                                          |                                                          |                                                          |                                                          |                                                          |
|                                                                           | Prins Alexej Lobanov-Rostovski                           | 1895-96                                                  |                                                          |                                                          |                                                          |                                                          |                                                          |                                                          |
|                                                                           | Nikolaj Sjisjkin                                         | 1896-97                                                  |                                                          |                                                          |                                                          |                                                          |                                                          |                                                          |
|                                                                           | Graaf Michail Nikolajevitsj Moeravjov                    | 1897-1900                                                |                                                          |                                                          |                                                          |                                                          |                                                          |                                                          |
|                                                                           | Graaf Vladimir Lamsdorf                                  | 1900-06                                                  |                                                          |                                                          |                                                          |                                                          |                                                          |                                                          |
|                                                                           | Aleksandr Izvolski                                       | 1906-10                                                  |                                                          |                                                          |                                                          |                                                          |                                                          |                                                          |
|                                                                           | Sergej Sazonov                                           | 1910-16                                                  |                                                          |                                                          |                                                          |                                                          |                                                          |                                                          |
|                                                                           | Boris Stürmer                                            | 1916                                                     |                                                          |                                                          |                                                          |                                                          |                                                          |                                                          |
|                                                                           | Nikolaj Pokrovski                                        | 1916-17                                                  |                                                          |                                                          |                                                          |                                                          |                                                          |                                                          |
| Ministers van Buitenlandse Zaken van de Voorlopige Regering (1917)        |                                                          |                                                          |                                                          |                                                          |                                                          |                                                          |                                                          |                                                          |
|                                                                           | Pavel Miljoekov                                          | 1917                                                     | KDP                                                      |                                                          |                                                          |                                                          |                                                          |                                                          |
|                                                                           | Michail Teresjtsjenko                                    | 1917                                                     | SRP                                                      |                                                          |                                                          |                                                          |                                                          |                                                          |
| Volkscommissarissen van Buitenlandse Zaken van de RSFSR (1917-1922)       |                                                          |                                                          |                                                          |                                                          |                                                          |                                                          |                                                          |                                                          |
|                                                                           | Lev Trotski                                              | 1917-18                                                  | RKP(b)                                                   |                                                          |                                                          |                                                          |                                                          |                                                          |
|                                                                           | Georgi Tsjitsjerin                                       | 1918-22                                                  | RKP(b)                                                   |                                                          |                                                          |                                                          |                                                          |                                                          |
| Volkscommissarissen van Buitenlandse Zaken van de Sovjet-Unie (1922-1946) |                                                          |                                                          |                                                          |                                                          |                                                          |                                                          |                                                          |                                                          |
|                                                                           | Georgi Tsjitsjerin                                       | 1922-30                                                  | RKP(b)/ 1925: VKP(b)                                     |                                                          |                                                          |                                                          |                                                          |                                                          |
|                                                                           | Maksim Litvinov                                          | 1930-39                                                  | VKP(b)                                                   |                                                          |                                                          |                                                          |                                                          |                                                          |
|                                                                           | Vjatsjeslav Molotov                                      | 1936-46                                                  | VKP(b)                                                   |                                                          |                                                          |                                                          |                                                          |                                                          |
| Ministers van Buitenlandse Zaken van de Sovjet-Unie (1946-1991)           |                                                          |                                                          |                                                          |                                                          |                                                          |                                                          |                                                          |                                                          |
|                                                                           | Vjatsjeslav Molotov                                      | 1946-1956                                                | VKP(b) 1952: CPSU                                        |                                                          |                                                          |                                                          |                                                          |                                                          |
|                                                                           | Dmitri Sjepilov                                          | 1956-57                                                  | CPSU                                                     |                                                          |                                                          |                                                          |                                                          |                                                          |
|                                                                           | Andrej Gromyko                                           | 1957-85                                                  | CPSU                                                     |                                                          |                                                          |                                                          |                                                          |                                                          |
|                                                                           | Edoeard Sjevardnadze                                     | 1985-91                                                  | CPSU                                                     |                                                          |                                                          |                                                          |                                                          |                                                          |
|                                                                           | Aleksandr Bessmertnych                                   | 1991                                                     | CPSU                                                     |                                                          |                                                          |                                                          |                                                          |                                                          |
|                                                                           | Boris Pankin                                             | 1991                                                     | CPSU                                                     |                                                          |                                                          |                                                          |                                                          |                                                          |
| Ministers van Buitenlandse Zaken van de Russische Federatie (1991-heden)  |                                                          |                                                          |                                                          |                                                          |                                                          |                                                          |                                                          |                                                          |
|                                                                           | Andrej Kozyrev                                           | 1991-96                                                  |                                                          |                                                          |                                                          |                                                          |                                                          |                                                          |
|                                                                           | Jevgeni Primakov                                         | 1996-98                                                  |                                                          |                                                          |                                                          |                                                          |                                                          |                                                          |
|                                                                           | Igor Ivanov                                              | 1998-2004                                                |                                                          |                                                          |                                                          |                                                          |                                                          |                                                          |
|                                                                           | Sergej Lavrov                                            | 2004-heden                                               |                                                          |                                                          |                                                          |                                                          |                                                          |                                                          |